# Gerhard Struckelmann
Gerhard Struckelmann war seit 1487 Oberfreigraf des Arnsberger Oberfreistuhls. Er war auch Freigraf an anderen Freistühlen darunter denen in Eversberg, Rüthen und Bilstein. Zu seiner Zeit beanspruchte das Gericht in Arnsberg überregionale Bedeutung, geriet damit aber an seine Grenzen. 

## Leben
Struckelmann wurde 1487 Freigraf des Arnsberger Oberfreistuhl. Er bezeichnete sich selbst als Gerhart Struckelmann eyn gewert Richter und Freygreve des hilligen Romischen Richs von keiseriker und konincklicher Gewalt... Der Oberfreistuhl war seit 1483 Berufungsinstanz der westfälischen Femegerichte. Struckelmann lud Fürsten und Reichsstädte vor sein Gericht um Streitfälle zu schlichten und darüber zu entscheiden. Bereits kurz nach der Übernahme des Amtes lud er die Äbtissin des Reichsstifts Essen sowie den Essener Stadtrat vor, um Streitigkeiten zwischen beiden Seiten zu schlichten. Die Äbtissin wandte sich an ihren Vetter Herzog Johann von Kleve, der einen Vertreter zu dem Gerichtstag schickte. Über den Ausgang des Verfahrens ist nichts bekannt. 
Allerdings überschritt Struckelmann auch seine Kompetenzen. Im Jahr 1489 hat ihn ein Vertreter des Papstes gebannt, weil er einen Juden aus Frankfurt am Main vor sein Gericht geladen hatte. Einwohner aus Frankfurt durften nicht vor die Femegerichte geladen werden. Dem Freigrafen der dagegen verstieß, drohte der päpstliche Bann. Dies bedeutete, dass er während der Dauer des Banns kein gültiges Urteil fällen konnte. Struckelmann erkannte den Bann offenbar nicht an, hat er doch kurze Zeit später Ladebriefe an Männer aus einem Dorf bei Frankfurt verschickt. Durch Vermittlung des Erzbischofs von Köln Hermann von Hessen, konnte der Bann aufgehoben werden. 
Daher konnte Struckelmann 1490 ein Generalkapitel der westfälischen Feme mit mehreren hundert Beteiligten nach Arnsberg einberufen. Auf diesem wurden wichtige Beschlüsse über die Rechte der Stuhlherren, Freigrafen und Freischöffen aber auch Zuständigkeits- und Verfahrensfragen geklärt. Von dem Kapitel von 1490 liegen zwei umfangreiche Urkunden vor. Bei der einen handelt es sich um ein Weistum des Gerhard Struckelmann. Etwas abweichend davon existiert auch ein Protokoll der Versammlung. 
Im Jahr 1500 verfemte er einen Freigrafen, der entgegen seinem Eid gehandelt hatte. Im Jahr 1505 sprach er Friedrich von Fürstenberg von dem Vorwurf eines Freundesverräter zu sein frei. Ein weiteres großes Kapitel der Freistühle fand unter seiner Leitung 1508 in Arnsberg statt. Im Jahr 1512 hat das Reichskammergericht Urteile von Struckelmann für unrechtmäßig erklärt und verlangt diese aufzuheben. Da Struckelmann dem nicht nachgekommen ist, wurde über ihn die Acht verhängt.
Struckelmann hat offenbar 1523 noch gelebt, trat er doch in diesem Jahr als Zeuge auf.  Im selben Jahr hat das Reichskammergericht über die Zuständigkeit des Arnsberger Oberfreistuhl entschieden. Es bekräftigte den Rang des Oberfreistuhls als Berufungsinstanz.